# 黛螺頂
黛螺頂（たいらちょう）は、中華人民共和国山西省忻州市五台県五台山にある仏教寺院。

## 歴史
黛螺頂は、唐代の創建で、当時は仏頂庵と称した。明の成化年間は寺院を重修した。万暦年間、「大螺頂」と改称。清の乾隆51年（1786年）、黛螺頂に正式に改名した。
1983年、中華人民共和国国務院は仏寺を漢族地区仏教全国重点寺院に認定した。

## 伽藍
牌坊、天王殿、旃檀殿、文殊殿、大雄宝殿